# Renáta Zmajkovičová
Renáta Zmajkovičová (* 9. května 1962) je slovenská politička a ekonomka. V letech 2002 až 2016 byla poslankyní SNR za nejsilnější politickou stranu SMER-SD.

## Život
Renáta Zmajkovičová vystudovala Střední ekonomickou školu v Trnavě. Od roku 1981 pracovala postupně na Okresním a Obvodním úřadě v Trnavě, později v Investiční a rozvojové bance v Senci. V roce 1996 založila reklamní agenturu v Bratislavě a stejně začala podnikat i v oblasti módy jako majitelka dámského butiku v Trnavě. V letech 2001 až 2005 působila na úřadě Trnavského kraje jako ředitelka úřadu. Od roku 2002 do března 2016 působila jako poslankyně Národní rady SR za stranu SMER-SD. V Národní radě SR od roku 2012 do roku 2014 zastávala funkci místopředsedkyně Národní rady SR. Ve volebním období v letech 2010 až 2012 zastávala funkci předsedkyně Výboru NR SR pro neslučitelnost funkcí a byla členkou Výboru NR SR pro lidská práva a národnostní menšiny. Ve funkčním období 2006 až 2010 byla předsedkyní mandátového a imunitního výboru NR SR, jakož i místopředsedkyní Výboru NR SR pro neslučitelnost funkcí a členkou Výboru NR SR pro veřejnou správu a regionální rozvoj. Zároveň je předsedkyní trnavské krajské organizace strany SMER – sociálna demokracia. Od roku 2014 je čestnou předsedkyní Nadace Renáty Zmajkovičové.